# Fotbal Club Sheriff Tiraspol 2018
Questa voce raccoglie le informazioni riguardanti lo Sheriff Tiraspol nelle competizioni ufficiali della stagione 2018.

## Maglie e sponsor
Il fornitore tecnico per la stagione 2018 è Adidas. Lo sponsor di maglia è IDC.
| 1ª divisa | 2ª divisa |

## Rosa
| N. |                         | Ruolo | Calciatore        |
| -- | ----------------------- | ----- | ----------------- |
| 4  | Moldavia (bandiera)     | D     | Petru Racu        |
| 6  | Moldavia (bandiera)     | D     | Artiom Rozgoniuc  |
| 6  | Brasile (bandiera)      | A     | Itallo            |
| 7  | Lussemburgo (bandiera)  | C     | Gerson Rodrigues  |
| 8  | Curaçao (bandiera)      | C     | Jeremy de Nooijer |
| 9  | Brasile (bandiera)      | C     | Joálisson         |
| 10 | Brasile (bandiera)      | A     | Jairo da Silva    |
| 11 | Burkina Faso (bandiera) | A     | Abdoul Gafar      |
| 12 | Moldavia (bandiera)     | P     | Maxim Bardîș      |
| 14 | Burkina Faso (bandiera) | C     | Wilfried Balima   |
| 15 | Brasile (bandiera)      | C     | Cristiano         |
| 16 | Moldavia (bandiera)     | A     | Andrei Cobeț      |
| 17 | Moldavia (bandiera)     | D     | Alexandr Belousov |
| 18 | Moldavia (bandiera)     | C     | Gheorghe Anton    |
| 19 | Croazia (bandiera)      | C     | Antun Palić       |
| 20 | Croazia (bandiera)      | P     | Zvonimir Mikulić  |
| 21 | Moldavia (bandiera)     | P     | Nicolai Cebotari  |

| N. |                                 | Ruolo | Calciatore         |
| -- | ------------------------------- | ----- | ------------------ |
| 23 | Armenia (bandiera)              | A     | Aras Özbiliz       |
| 23 | Serbia (bandiera)               | D     | Vladimir Kovačević |
| 26 | Moldavia (bandiera)             | D     | Ivan Voropai       |
| 27 | Moldavia (bandiera)             | C     | Vsevolod Nihaev    |
| 32 | Moldavia (bandiera)             | A     | Evgheni Oancea     |
| 33 | Moldavia (bandiera)             | P     | Serghei Pașcenco   |
| 35 | Croazia (bandiera)              | D     | Ante Kulušić       |
| 37 | Moldavia (bandiera)             | C     | Artiom Bilinschii  |
| 39 | Belgio (bandiera)               | C     | Ziguy Badibanga    |
| 45 | Sierra Leone (bandiera)         | A     | Alhaji Kamara      |
| 55 | Bosnia ed Erzegovina (bandiera) | D     | Mateo Sušić        |
| 77 | Bielorussia (bandiera)          | C     | Juryj Kendyš       |
| 88 | Bosnia ed Erzegovina (bandiera) | C     | Rifet Kapić        |
| 90 | Moldavia (bandiera)             | D     | Veaceslav Posmac   |
| 94 | Croazia (bandiera)              | D     | Dominik Kovačić    |
| 97 | Moldavia (bandiera)             | A     | Alexandru Boiciuc  |
| 99 | Moldavia (bandiera)             | A     | Vitalie Damașcan   |

## Calciomercato

### Sessione invernale
| Acquisti | Acquisti         | Acquisti           | Acquisti               |
| R.       | Nome             | da                 | Modalità               |
| -------- | ---------------- | ------------------ | ---------------------- |
| P        | Nicolai Cebotari | Sfîntul Gheorghe   | definitivo             |
| P        | Zvonimir Mikulić | Osijek             | definitivo             |
| P        | Serghei Pașcenco | Zarea Bălți        | svincolato             |
| D        | Igor Bondarenco  | Speranța Nisporeni | fine prestito          |
| D        | Artur Crăciun    | Milsami Orhei      | fine prestito          |
| D        | Cristiano        | Volta Redonda      | definitivo             |
| D        | Dominik Kovačić  | Lugano             | definitivo             |
| D        | Artiom Rozgoniuc | Petrocub Hîncești  | fine prestito          |
| C        | Juryj Kendyš     | BATĖ Borisov       | definitivo (0,1 mln €) |
| C        | Gerson Rodrigues | Telstar            | definitivo             |
| A        | Abdoul Gafar     | Tambov             | svincolato             |
| A        | Alhaji Kamara    | Al-Taawoun         | definitivo             |
| A        | Aras Özbiliz     | Beşiktaş           | prestito               |
| A        | Vadim Paireli    | Petrocub Hîncești  | fine prestito          |
| A        | Eugeniu Rebenja  | Speranța Nisporeni | fine prestito          |
| A        | Ivan Urvanțev    | Petrocub Hîncești  | fine prestito          |

| Cessioni | Cessioni          | Cessioni          | Cessioni               |
| R.       | Nome              | a                 | Modalità               |
| -------- | ----------------- | ----------------- | ---------------------- |
| P        | Sergiu Juric      |                   | svincolato             |
| D        | Igor Bondarenco   | Tighina           | prestito               |
| D        | Vitalie Bordian   |                   | svincolato             |
| D        | Artur Crăciun     | Milsami Orhei     | svincolato             |
| D        | Ion Jardan        | Zimbru Chișinău   | svincolato             |
| D        | Victor Oliveira   | Tombense          | definitivo             |
| C        | Josip Brezovec    | Slaven Belupo     | definitivo             |
| C        | Jessie Guera Djou | Accra Lions       | fine prestito          |
| A        | Mihai Caimacov    | Osijek            | definitivo             |
| A        | Vitalie Damașcan  | Torino            | definitivo (1,5 mln €) |
| A        | Stefan Mugoša     | Incheon Utd       | definitivo             |
| A        | Vadim Paireli     | Petrocub Hîncești | prestito               |
| A        | Eugeniu Rebenja   | Dinamo-Auto       | prestito               |
| A        | Zlatko Tripić     | Viking            | svincolato             |
| A        | Ivan Urvanțev     | Zarea Bălți       | prestito               |

### Sessione estiva
| Acquisti | Acquisti           | Acquisti          | Acquisti      |
| R.       | Nome               | da                | Modalità      |
| -------- | ------------------ | ----------------- | ------------- |
| D        | Vladimir Kovačević | Kortrijk          | prestito      |
| C        | Joálisson          | Politehnica Iași  | fine prestito |
| C        | Rifet Kapić        | Grasshoppers      | prestito      |
| C        | Antun Palić        | Dinamo Bucarest   | svincolato    |
| A        | Alexandru Boiciuc  | Vejle             | prestito      |
| A        | Itallo             |                   | svincolato    |
| A        | Vadim Paireli      | Petrocub Hîncești | fine prestito |
| A        | Ivan Urvanțev      | Zarea Bălți       | fine prestito |

| Cessioni | Cessioni         | Cessioni         | Cessioni      |
| R.       | Nome             | a                | Modalità      |
| -------- | ---------------- | ---------------- | ------------- |
| D        | Dominik Kovačić  | Široki Brijeg    | svincolato    |
| D        | Artiom Rozgoniuc | Sfîntul Gheorghe | prestito      |
| A        | Vitalie Damașcan | Torino           | fine prestito |
| A        | Jairo da Silva   | PAOK             | fine prestito |
| A        | Aras Özbiliz     | Beşiktaş         | fine prestito |
| A        | Vadim Paireli    | Sfîntul Gheorghe | prestito      |
| A        | Ivan Urvanțev    | Sfîntul Gheorghe | prestito      |

## Risultati

### Divizia Națională
| Arbitro: | Tupicica (Ialoveni) |

|                                 |           |  |
| Kamara 30’ Gafar 81’ Oancea 83’ | Marcatori |  |

| Arbitro: | Tean (Chișinău) |

|                                         |           |  |
| Kamara 20’ Cristiano 40’ Damașcan 90+1’ | Marcatori |  |

| Arbitro: | Tupicica (Ialoveni) |

|  |           |               |
|  | Marcatori | 73’ Badibanga |

| Arbitro: | Ivancenco (Bălți) |

|                                                              |           |                      |
| Kamara 38’ Badibanga 59’ Oancea 62’ Rodrigues 72’ Kendyš 83’ | Marcatori | 26’ Onofrei 49’ Janu |

| Arbitro: | Sidenco (Bălți) |

|                  |           |                      |
| Istrati 20’, 37’ | Marcatori | 17’ Sušić 27’ Oancea |

| Arbitro: | Stoianov (Taraclia) |

|                                            |           |          |
| Kulušić 7’ Starîș 53’ (aut.) Rodrigues 73’ | Marcatori | 67’ Pozo |

| Arbitro: | Tupicica (Ialoveni) |

|  |           |             |
|  | Marcatori | 8’ Damașcan |

| Arbitro: | Ivancenco (Bălți) |

|            |           |  |
| Ivanov 53’ | Marcatori |  |

| Chișinău 27 maggio 2018, ore 18:00 EEST 9ª giornata | Speranța Nisporeni | 0 – 0 referto | Sheriff Tiraspol | Basa Zimbru (200 spett.)\| Arbitro: \| Tean (Chișinău) \| |
| Arbitro:                                            | Tean (Chișinău)    |               |                  |                                                           |

| Tiraspol 27 giugno 2018, ore EEST 10ª giornata | Sheriff Tiraspol | 0 – 0 referto | Milsami Orhei | Stadio Sheriff (2 000 spett.)\| Arbitro: \| Tean (Chișinău) \| |
| Arbitro:                                       | Tean (Chișinău)  |               |               |                                                                |

| Arbitro: | Sidenco (Bălți) |

|  |           |                                                           |
|  | Marcatori | 41’ Oancea 44’, 59’ Damașcan 46’ de Nooijer 57’ Rodrigues |

| Arbitro: | Ceban (Chișinău) |

|                                      |           |  |
| Kamara 17’, 19’, 54’ Badibanga 45+1’ | Marcatori |  |

| Arbitro: | Tean (Chișinău) |

|  |           |            |
|  | Marcatori | 41’ Kamara |

| Arbitro: | Cojocaru (Chișinău) |

|                                                             |           |                    |
| Badibanga 11’ (rig.), 39’ Kamara 20’ Kendyš 51’ Cobeț 90+2’ | Marcatori | 42’ (rig.) Gulceac |

| Arbitro: | Tean (Chișinău) |

|           |           |  |
| Bejan 41’ | Marcatori |  |

| Arbitro: | Tupicica (Ialoveni) |

|                         |           |  |
| Sušić 28’ Rodrigues 52’ | Marcatori |  |

| Arbitro: | Tean (Chișinău) |

|  |           |                           |
|  | Marcatori | 29’ Joálisson 90+1’ Kapić |

| Arbitro: | Covtun (Tighina) |

|                       |           |  |
| Kamara 19’ Oancea 44’ | Marcatori |  |

| Arbitro: | Ivancenco (Bălți) |

|             |           |                                     |
| Istrati 59’ | Marcatori | 57’ Kulušić 64’ Rodrigues 79’ Palić |

| Arbitro: | Tean (Chișinău) |

|                                      |           |  |
| Posmac 18’ Kapić 45+1’ Badibanga 75’ | Marcatori |  |

| Arbitro: | Cojocaru (Chișinău) |

|                                                     |           |                                   |
| Rodrigues 45’, 75’ Kapić 68’ Belousov 84’ Palić 89’ | Marcatori | 35’ (rig.) Jermak 24’ Jean Patric |

| Tiraspol 30 settembre 2018, ore 16:00 EEST 22ª giornata | Sheriff Tiraspol  | 0 – 0 referto | Petrocub Hîncești | Stadio Sheriff (600 spett.)\| Arbitro: \| Ivancenco (Bălți) \| |
| Arbitro:                                                | Ivancenco (Bălți) |               |                   |                                                                |

| Vadul lui Vodă 6 ottobre 2018, ore 15:00 EEST 23ª giornata | Speranța Nisporeni | 0 – 0 referto | Sheriff Tiraspol | Stadio CPSM (300 spett.)\| Arbitro: \| Tean (Chișinău) \| |
| Arbitro:                                                   | Tean (Chișinău)    |               |                  |                                                           |

| Arbitro: | Tean (Chișinău) |

|               |           |             |
| Badibanga 76’ | Marcatori | 89’ Plătică |

| Arbitro: | Tupicica (Ialoveni) |

|  |           |            |
|  | Marcatori | 6’ Boiciuc |

| Arbitro: | Cojocaru (Chișinău) |

|                                             |           |                |
| Badibanga 12’ Kapić 53’ Anton 62’ Cobeț 86’ | Marcatori | 73’ Macrițchii |

| Arbitro: | Banari (Căușeni) |

|              |           |  |
| Damașcan 22’ | Marcatori |  |

| Arbitro: | Cojocaru (Chișinău) |

|  |           |                           |
|  | Marcatori | 30’ Boiciuc 87’ Rodrigues |

### Coppa di Moldavia 2017-2018
| Arbitro: | Tean (Chișinău) |

|                  |           |  |
| Plătică 47’, 54’ | Marcatori |  |

### Coppa di Moldavia 2018-2019
| Arbitro: | Diordiev (Tighina) |

|                                                                   |           |  |
| Cobeț 35’, 53’, 71’ Rodrigues 38’ Badibanga 75’ Kamara 88’, 90+1’ | Marcatori |  |

| Arbitro: | Bilea (Cahul) |

|                |           |                                                                                           |
| Carandașov 50’ | Marcatori | 10’, 79’ Belousov 12’, 27’ Rodrigues 55’, 56’ Joálisson 63’ Boiciuc 73’ Kapić 90+1’ Cobeț |

| Arbitro: | Breguța (Chișinău) |

|                           |           |  |
| Balima 21’, 45’ Anton 56’ | Marcatori |  |

| Arbitro: | Luca (Chișinău) |

|  |           |                                      |
|  | Marcatori | 56’ Balima 60’ Kulušić 82’ Kovačević |

### Champions League

#### Primo turno
| Arbitro: | Golubevs |

|                             |           |               |
| Kimadze 24’ Kukhianidze 64’ | Marcatori | 14’ Badibanga |

| Arbitro: | Kjærsgaard-Andersen |

|                                 |           |  |
| Badibanga 9’ Joálisson 40’, 55’ | Marcatori |  |

#### Secondo turno
| Arbitro: | Kristoffersen |

|             |           |  |
| Ibraimi 24’ | Marcatori |  |

| Tiraspol 31 luglio 2018, ore 20:00 EEST Ritorno | Sheriff Tiraspol | 0 – 0 referto | Škendija | Stadio Sheriff (6 319 spett.)\| Arbitro: \| Nevalainen \| |
| Arbitro:                                        | Nevalainen       |               |          |                                                           |

### Europa League

#### Terzo turno
| Arbitro: | Hunter |

|               |           |  |
| Badibanga 85’ | Marcatori |  |

| Arbitro: | Fritz |

|                                  |           |               |
| Sigurðsson 40’ Halldórsson 90+1’ | Marcatori | 68’ Badibanga |

#### Play-off
| Arbitro: | Lechner |

|          |           |  |
| Kapić 8’ | Marcatori |  |

| Arbitro: | Stavrev |

|                                     |           |  |
| Medvedev 9’ Guerrier 42’ Ozobić 55’ | Marcatori |  |

## Statistiche

### Statistiche di squadra
| Competizione      | Punti | In casa | In casa | In casa | In casa | In casa | In casa | In trasferta | In trasferta | In trasferta | In trasferta | In trasferta | In trasferta | Totale | Totale | Totale | Totale | Totale | Totale | DR  |
| Competizione      | Punti | G       | V       | N       | P       | Gf      | Gs      | G            | V            | N            | P            | Gf           | Gs           | G      | V      | N      | P      | Gf     | Gs     | DR  |
| ----------------- | ----- | ------- | ------- | ------- | ------- | ------- | ------- | ------------ | ------------ | ------------ | ------------ | ------------ | ------------ | ------ | ------ | ------ | ------ | ------ | ------ | --- |
| Divizia Națională | 63    | 14      | 11      | 3       | 0       | 40      | 8       | 14           | 8            | 3            | 3            | 18           | 6            | 28     | 19     | 6      | 3      | 58     | 14     | +44 |
| Coppa di Moldavia | -     | 2       | 2       | 0       | 0       | 10      | 0       | 3            | 2            | 0            | 1            | 12           | 3            | 5      | 4      | 0      | 1      | 22     | 3      | +19 |
| Champions League  | -     | 2       | 1       | 1       | 0       | 3       | 0       | 2            | 0            | 0            | 2            | 1            | 3            | 4      | 1      | 1      | 2      | 4      | 3      | +1  |
| Europa League     | -     | 2       | 2       | 0       | 0       | 2       | 0       | 2            | 0            | 0            | 2            | 1            | 5            | 4      | 2      | 0      | 2      | 3      | 5      | -2  |
| Totale            | 63    | 20      | 16      | 4       | 0       | 55      | 8       | 21           | 10           | 3            | 8            | 32           | 17           | 41     | 26     | 7      | 8      | 87     | 25     | +62 |

### Andamento in campionato
| Giornata  | 1 | 2 | 3 | 4 | 5 | 6 | 7 | 8 | 9 | 10 | 11 | 12 | 13 | 14 | 15 | 16 | 17 | 18 | 19 | 20 | 21 | 22 | 23 | 24 | 25 | 26 | 27 | 28 |
| --------- | - | - | - | - | - | - | - | - | - | -- | -- | -- | -- | -- | -- | -- | -- | -- | -- | -- | -- | -- | -- | -- | -- | -- | -- | -- |
| Luogo     | C | C | T | C | T | C | T | T | T | C  | T  | C  | T  | C  | T  | C  | T  | C  | T  | C  | C  | C  | T  | C  | T  | C  | T  | T  |
| Risultato | V | V | V | V | N | V | V | P | N | N  | V  | V  | V  | V  | P  | V  | V  | V  | V  | V  | V  | N  | N  | N  | V  | V  | P  | V  |
| Posizione | 1 | 1 | 1 | 1 | 1 | 1 | 1 | 1 | 1 | 1  | 1  | 1  | 1  | 1  | 1  | 1  | 1  | 1  | 1  | 1  | 1  | 1  | 1  | 1  | 1  | 1  | 1  | 1  |

Legenda:

Luogo: C = Casa; T = Trasferta. Risultato: V = Vittoria; N = Pareggio; P = Sconfitta.

### Statistiche dei giocatori
Sono in corsivo i calciatori che hanno lasciato la società a stagione in corso.
| Giocatore     | Divizia Națională | Divizia Națională | Divizia Națională | Divizia Națională | Coppa di Moldavia | Coppa di Moldavia | Coppa di Moldavia | Coppa di Moldavia | UEFA Champions League | UEFA Champions League | UEFA Champions League | UEFA Champions League | UEFA Europa League | UEFA Europa League | UEFA Europa League | UEFA Europa League | Totale   | Totale | Totale      | Totale     |
| Giocatore     | Presenze          | Reti              | Ammonizioni       | Espulsioni        | Presenze          | Reti              | Ammonizioni       | Espulsioni        | Presenze              | Reti                  | Ammonizioni           | Espulsioni            | Presenze           | Reti               | Ammonizioni        | Espulsioni         | Presenze | Reti   | Ammonizioni | Espulsioni |
| ------------- | ----------------- | ----------------- | ----------------- | ----------------- | ----------------- | ----------------- | ----------------- | ----------------- | --------------------- | --------------------- | --------------------- | --------------------- | ------------------ | ------------------ | ------------------ | ------------------ | -------- | ------ | ----------- | ---------- |
| G. Anton      | 17                | 1                 | 7                 | 0                 | 4                 | 1                 | 0                 | 0                 | 1                     | 0                     | 0                     | 0                     | 3                  | 0                  | 0                  | 0                  | 25       | 2      | 7           | 0          |
| Z. Badibanga  | 19                | 8                 | 3                 | 0                 | 2                 | 1                 | 0                 | 0                 | 4                     | 2                     | 0                     | 0                     | 4                  | 2                  | 0                  | 0                  | 29       | 13     | 3           | 0          |
| W. Balima     | 15                | 0                 | 0                 | 0                 | 5                 | 3                 | 0                 | 0                 | 1                     | 0                     | 0                     | 0                     | 3                  | 0                  | 0                  | 0                  | 24       | 3      | 0           | 0          |
| A. Belousov   | 10                | 1                 | 0                 | 0                 | 2                 | 2                 | 0                 | 0                 | 0                     | 0                     | 0                     | 0                     | 0                  | 0                  | 0                  | 0                  | 12       | 3      | 0           | 0          |
| A. Bilinschii | 2                 | 0                 | 0                 | 0                 | 2                 | 0                 | 0                 | 0                 | 0                     | 0                     | 0                     | 0                     | 0                  | 0                  | 0                  | 0                  | 4        | 0      | 0           | 0          |
| A. Boiciuc    | 9                 | 2                 | 0                 | 0                 | 3                 | 1                 | 0                 | 0                 | 3                     | 0                     | 0                     | 0                     | 2                  | 0                  | 1                  | 0                  | 17       | 3      | 1           | 0          |
| N. Cebotari   | 1                 | 0                 | 0                 | 1                 | 1                 | -1                | 0                 | 0                 | 0                     | 0                     | 0                     | 0                     | 0                  | 0                  | 0                  | 0                  | 2        | -1     | 0           | 1          |
| A. Cobeț      | 11                | 2                 | 0                 | 0                 | 3                 | 4                 | 0                 | 0                 | 0                     | 0                     | 0                     | 0                     | 0                  | 0                  | 0                  | 0                  | 14       | 6      | 0           | 0          |
| Cristiano     | 23                | 1                 | 5                 | 0                 | 4                 | 0                 | 0                 | 0                 | 4                     | 0                     | 0                     | 0                     | 4                  | 0                  | 1                  | 0                  | 35       | 1      | 6           | 0          |
| J. da Silva   | 2                 | 0                 | 0                 | 0                 | 1                 | 0                 | 0                 | 0                 | 0                     | 0                     | 0                     | 0                     | 0                  | 0                  | 0                  | 0                  | 3        | 0      | 0           | 0          |
| V. Damașcan   | 10                | 4                 | 2                 | 0                 | 1                 | 0                 | 0                 | 0                 | 0                     | 0                     | 0                     | 0                     | 0                  | 0                  | 0                  | 0                  | 11       | 4      | 2           | 0          |
| J. de Nooijer | 10                | 1                 | 1                 | 0                 | 2                 | 0                 | 1                 | 0                 | 0                     | 0                     | 0                     | 0                     | 0                  | 0                  | 0                  | 0                  | 12       | 1      | 2           | 0          |
| A. Gafar      | 13                | 1                 | 0                 | 1                 | 2                 | 0                 | 0                 | 0                 | 0                     | 0                     | 0                     | 0                     | 0                  | 0                  | 0                  | 0                  | 15       | 1      | 0           | 1          |
| Joálisson     | 3                 | 1                 | 1                 | 0                 | 1                 | 2                 | 0                 | 0                 | 4                     | 2                     | 0                     | 0                     | 4                  | 0                  | 2                  | 0                  | 12       | 5      | 3           | 0          |
| A. Kamara     | 14                | 9                 | 1                 | 0                 | 2                 | 2                 | 0                 | 0                 | 4                     | 0                     | 1                     | 0                     | 4                  | 0                  | 1                  | 0                  | 24       | 11     | 3           | 0          |
| R. Kapić      | 14                | 4                 | 0                 | 0                 | 2                 | 1                 | 0                 | 0                 | 4                     | 0                     | 0                     | 0                     | 4                  | 1                  | 0                  | 0                  | 24       | 6      | 0           | 0          |
| J. Kendyš     | 18                | 2                 | 3                 | 0                 | 3                 | 0                 | 2                 | 0                 | 4                     | 0                     | 1                     | 0                     | 3                  | 0                  | 2                  | 0                  | 28       | 2      | 8           | 0          |
| V. Kovačević  | 8                 | 0                 | 2                 | 0                 | 4                 | 1                 | 1                 | 0                 | 3                     | 0                     | 1                     | 0                     | 2                  | 0                  | 1                  | 0                  | 17       | 1      | 5           | 0          |
| D. Kovačić    | 4                 | 0                 | 0                 | 0                 | 0                 | 0                 | 0                 | 0                 | 0                     | 0                     | 0                     | 0                     | 0                  | 0                  | 0                  | 0                  | 4        | 0      | 0           | 0          |
| A. Kulušić    | 23                | 2                 | 5                 | 0                 | 3                 | 1                 | 1                 | 0                 | 3                     | 0                     | 3                     | 0                     | 2                  | 0                  | 0                  | 0                  | 31       | 3      | 9           | 0          |
| Z. Mikulić    | 11                | -7                | 0                 | 0                 | 2                 | 0                 | 0                 | 0                 | 3                     | -3                    | 1                     | 0                     | 0                  | 0                  | 0                  | 0                  | 16       | -10    | 1           | 0          |
| V. Nihaev     | 2                 | 0                 | 0                 | 0                 | 0                 | 0                 | 0                 | 0                 | 0                     | 0                     | 0                     | 0                     | 0                  | 0                  | 0                  | 0                  | 2        | 0      | 0           | 0          |
| E. Oancea     | 23                | 5                 | 4                 | 0                 | 4                 | 0                 | 1                 | 0                 | 1                     | 0                     | 0                     | 0                     | 1                  | 0                  | 0                  | 0                  | 29       | 5      | 5           | 0          |
| A. Özbiliz    | 4                 | 0                 | 0                 | 0                 | 0                 | 0                 | 0                 | 0                 | 0                     | 0                     | 0                     | 0                     | 0                  | 0                  | 0                  | 0                  | 4        | 0      | 0           | 0          |
| A. Palić      | 10                | 1                 | 1                 | 0                 | 2                 | 0                 | 0                 | 0                 | 4                     | 0                     | 0                     | 0                     | 2                  | 0                  | 0                  | 0                  | 18       | 1      | 1           | 0          |
| S. Pașcenco   | 17                | -8                | 0                 | 0                 | 2                 | -2                | 0                 | 0                 | 1                     | 0                     | 0                     | 0                     | 4                  | -5                 | 0                  | 0                  | 24       | -15    | 0           | 0          |
| V. Posmac     | 25                | 1                 | 4                 | 0                 | 4                 | 1                 | 1                 | 0                 | 3                     | 0                     | 0                     | 0                     | 4                  | 0                  | 0                  | 0                  | 36       | 2      | 5           | 0          |
| P. Racu       | 22                | 0                 | 2                 | 0                 | 0                 | 0                 | 0                 | 0                 | 0                     | 0                     | 0                     | 0                     | 3                  | 0                  | 1                  | 0                  | 25       | 0      | 3           | 0          |
| G. Rodrigues  | 22                | 8                 | 2                 | 0                 | 4                 | 3                 | 0                 | 0                 | 4                     | 0                     | 1                     | 0                     | 3                  | 0                  | 2                  | 0                  | 33       | 11     | 5           | 0          |
| A. Rozgoniuc  | 3                 | 0                 | 0                 | 0                 | 0                 | 0                 | 0                 | 0                 | 0                     | 0                     | 0                     | 0                     | 0                  | 0                  | 0                  | 0                  | 3        | 0      | 0           | 0          |
| M. Sušić      | 23                | 2                 | 3                 | 1                 | 3                 | 0                 | 1                 | 0                 | 4                     | 0                     | 0                     | 0                     | 4                  | 0                  | 1                  | 0                  | 34       | 2      | 5           | 1          |
| I. Voropai    | 1                 | 0                 | 0                 | 0                 | 0                 | 0                 | 0                 | 0                 | 0                     | 0                     | 0                     | 0                     | 0                  | 0                  | 0                  | 0                  | 1        | 0      | 0           | 0          |